# Pehin Khatib Abdullah-moskee
De Pehin Khatib Abdullah-moskee is een moskee in Kampong Kulapis, een dorp in Brunei. Het werd ingehuldigd in mei 2017; het biedt plaats aan 700 gelovigen. De moskee voorziet in de behoefte van de moslimbewoners in Kampong Kulapis aan islamitische gemeenschappelijke gebeden en activiteiten, in het bijzonder het vrijdaggebed.

## Geschiedenis
De bouw van de moskee begon op 14 september 2015 en werd in minder dan twee jaar voltooid. Het werd officieel geopend op 19 mei 2017 door sultan Hassanal Bolkiah, de sultan van Brunei, na het bijwonen van de allereerste vrijdaggebed die in de moskee werd gehouden. De moskee werd gefinancierd als een waqf of schenking van een anonieme donor en gebouwd op ongeveer 2 hectare staatsgrond.